# Dănulești (okręg Buzău)
Dănulești – wieś w Rumunii, w okręgu Buzău, w gminie Buda. W 2011 roku liczyła 164 mieszkańców.